# Kristine Spore Kreutzmann
Kristine Spore Kreutzmann (født 1989 i Gentofte, opvokset i Nuuk) er uddannet keramisk formgiver fra Kunstakademiets Designskole. Under uddannelsen var hun i tre måneders praktik hos Choemon i Japan. Fra 2016 eget keramisk værksted i Nuuk. Kristine Spore Kreutzmann arbejder primært med porcelæn som materiale, i et formsprog hvor design og kunst krydser og befrugter hinanden. Hun søger inspiration ude i verden (Japan, Burkina Faso, Mexico) men arbejder samtidig også med at integrere grønlandske materialer i sine værker, såsom harepels, fåreuld og grønlandsk ler, sand og sten.) Medlem af kunstnersammenslutningen Kimik.

## Udvalgte udstillinger
- 2013 Galleri Kogei, Tokyo,Japan (gruppeudstilling)
- 2014 Nordatlantisk mangfoldighed, vandreudstilling i Danmark (gruppeudstilling)
- 2014 Melting Point, Bornholms Kunstmuseum, Politikens Hus, Kbh. og Svanekegaarden.
- 2016 Ikumasut, Nuuk Kunstmuseum
- 2016 Pop up udstilling i Holms Hus, Nuuk, sammen med den samiske kunstner, Marte Lill Somby